# Коэн, Рональд
Сэр Рональд Коэн (англ. Ronald Mourad Cohen; 1 августа 1945 года, Каир, Египет) — британский и американский инвестор, предприниматель и менеджер, политик; сооснователь и руководитель/председатель совета директоров Big Society Capital (с 2010 года), The Portland Trust (и Portland Capital LLP; с 2003 года), Bridges Ventures (2002—2012), Social Finance (Великобритания; 2007—2011) и Social Finance (США; с 2010 года), Apax Partners (1972—2005); основатель и член совета директоров Ассоциации венчурного капитала Великобритании (англ. British Venture Capital Association) и Европейской ассоциации венчурного капитала (англ. European Venture Capital Association), председатель Social Investment Task Force (2000—2010) и Commission on Unclaimed Assets (2005—2007); соучредитель и член совета директоров EASDAQ (NASDAQ Europe); доверенное лицо (англ. trustee) / член наблюдательного совета Британского музея; вице-президент Университета имени Бен-Гуриона; член исполнительного комитета Международного института стратегических исследований; член Harvard Board of Overseer.
Рональда Коэна называют «отцом (британского, европейского) венчурного капитала» и «социальных инвестиций/инвестиций воздействия».
Доверенное лицо премьер-министров Великобритании Тони Блэра и Гордона Брауна (называет себя его другом).
Один из богатейших людей Великобритании с личным состоянием в 220 млн фунтов стерлингов.

## Биография
Рональд Коэн родился 1 августа 1945 года в Каире (Египет) в еврейской семье сефардов. Обе его бабушки были родом из Алеппо (Сирия); позже они переехали в Египет, где родились родители Рональда. Его мама Соня Док (англ. Sonia Douek) имела британское подданство. Отец — Мишель Мурад Коэн (англ. Michel Mourad Cohen) — имел египетское гражданство, был образованным человеком, свободно говорил по-арабски, занимался бизнесом.
Во время Суэцкого кризиса в 1957 году, когда со стороны правительства Гамаля Насера началось преследование евреев.
Семье Коэнов, включая младшего брата Андрэ (англ. Andre) пришлось бросить своё имущество и бежать в Великобританию. Семья добралась до Лондона с 10 фунтами стерлингов и с одним чемоданом вещей на каждого. Тем не менее отец Рональда одолжил денег у родственников и начал с нуля строить бизнес на новом месте.
Так как по приезде Рональд разговаривал по-французски и по-арабски, и знал всего лишь несколько английских слов он первоначально поступил в государственную Orange Hill grammar school в Северном Лондоне (сейчас подразделение Mill Hill County High School), где преуспел, несмотря на низкую, по его мнению, репутацию заведения на тот момент.
По окончании школы Рональд выиграл стипендию в Оксфордский университет, где на третьем курсе стал президентом Оксфордского союза. Получил степень по философии, политике и экономике (PPE) в Exeter College.
После, по совету отца, поступил в Гарвардскую школу бизнеса, выиграв стипендию, чтобы заплатить за первый год обучения. Там он занимался спортом и стал членом клуба регби. По окончании получил степень MBA.
После окончания Гарварда с 1969 по 1971 годы Рональд Коэн был консультантом McKinsey & Company.
В 1972 году в возрасте 26 лет вместе с двумя бывшими сокурсниками по бизнес-школе становится сооснователем и председателем совета директоров инвестиционной компании Apax Partners, которую называют первой венчурным фондом Великобритании. На 2014 году под её управлением находились активы на сумму более 20 млрд долларов США.
В 1974 году дебютировал в политике в качестве кандидата от Либеральной партии Великобритании, а в 1979 году боролся за место депутата Европейского парламента. Хотя ни в том, ни в другом случае не одержал победы, показал, по мнению однопартийцев, хорошие результаты.
В 1996 году перешёл в партию лейбористов, став сторонником Тони Блэра.
В том же 1996 году становится соучредителем EASDAQ — биржи, фокусирующейся на технологическом секторе.
В 2000 году получил рыцарский титул за успехи в венчурной индустрии.
Тогда же, по приглашению Казначейства Великобритании, становится председателем Social Investment Task Force (SITF), в чью задачу входит анализ и выработка рекомендаций по практике социального предпринимательства и способах повышения её эффективности.
В 2002 году Рональд Коэн становится основателем и председателем Bridges Ventures — ведущего на тот момент игрока рынка инвестиций социального воздействия. На 2014 год организация управляет более чем семью специализированными фондами с совокупными более чем 340 млн фунтов стерлингов.
В 2003 году, вместе с Гарри Соломоном, создают The Portland Trust, который призван помочь палестинцам построить мощную экономику, что, по мнению создателей траста, позволит снять напряжённость на Ближнем Востоке. Уверенность им даёт пример Северной Ирландии, где инициированные правительством положительные изменения в экономики привели к стабилизации в обществе. Во исполнения своей цели траст предоставляет гарантии палестинским банкам, которые без этого не рискуют инвестировать в экономику региона, осуществляет проекты в области микрофинансирования, пенсионного обеспечения, доступного социального жилья и т. д.
В 2005 году Рональд Коэн становится доверенным лицом и членом наблюдательного совета Британского музея.
В 2005 году Коэн возглавляет Комиссию по невостребованным банковским активам (англ. Commission on Unclaimed Assets) на «спящих» счетах с целью разработки рекомендации по их использованию на благо общества. По результатам работы в марте 2007 года было предложено создать Social Investment Wholesale Bank  — этический банк, осуществляющий финансирование проектов, решающих социальные проблемы. Предложение вызвали широкий резонанс в политических кругах Великобритании, были проведены дополнительные исследования и опубликованы их результаты (например, Social Investment Wholesale Bank: a consultation on the functions and design). 31 марта 2010 года Дэвид Кэмерон заявил о решимости создания такого института под названием Big Society Bank. Во исполнение этих идей 4 апреля 2012 года был создан Big Society Capital, а Рональд Коэн стал председателем его совета директоров.
В 2007 году Рональд Коэн основал и становится членом совета директоров компании Social Finance (Великобритания), которая является родоначальником социальных облигаций (SIB), впервые выпущенных в марте 2010 года. В 2011 году аналогичная организация под тем же именем — Social Finance создаётся в США и Коэн становится её председателем.
В ноябре 2011 году финансово поддерживал «неполитическое» движение в Израиле, единственная цель которого заключалась в изменении избирательной системы страны.

## Личная жизнь
Рональд Коэн был трижды женат, последовательно на Кэрол Белмонт (англ. Carol Belmont; 1972—1975), Клэр Эндерс (англ. Claire Enders; 1983—1986) и Шарон Харель (англ. Sharon Harel; с 1987 года).
Шарон Харель — дочь Йоси Харель, капитана корабля «Исход», пытавшегося нелегально доставить выживших после Холокоста еврейских беженцев в Палестину; впоследствии ведущего члена израильских спецслужб.
В последнем браке у него двое детей — сын Джонатан (англ. Jonathan) и дочь Тамара (англ. Tamara) на 2002 год им было 11 и 15 лет.
Проживает с семьёй в Лондоне.
По вероисповеданию — иудей, прихожанин Синагоги западного Лондона.
Следи личных увлечений Коэна — игра в теннис, походы в театр и кино, путешествия, прослушивание музыки.